# Sylvie Blondel
 (juillet 2021).
Sylvie Blondel, née à Lausanne le 29 avril 1951, est une romancière suisse.

## Biographie
Sylvie Blondel passe son enfance à Lutry. Après des études de lettres modernes à l’Université de Lausanne, elle devient professeur de français au centre d’enseignement secondaire du Gymnase. Son parcours est jalonné d’autres activités, notamment le journalisme à Radio suisse internationale (1989-1992), ainsi que le théâtre. Elle est membre de l’Association vaudoise des écrivains.

## Publications

### Romans
- Le Fil de soie, Éditions de l'Aire, 2010 (ISBN 9782881089244)
- Ce que révèle la nuit, Pearlbookedition, 2015 (ISBN 9783952355077)[4],[5],[6]
- Pépites, Éditions l'Âge d'Homme, 2020 (ISBN 9782825148280)[7]

### Recueils collectifs
- Le livre des Suites, éditions l’Âge d’Homme, 2018
- Tu es la sœur que je choisis[8],[9], éditions d’En bas, 2019
- Les nouvelles parues dans le recueil Le Fil de soie ont été mises en ondes et diffusées sur la RTS, Espace2, émission Imaginaire, avril-mai 2016[10]